# 패스커굴라
패스커굴라(Pascagoula, Pascoboula, Pacha-Ogoula, Pascagola, Pascaboula, Paskaguna)는 미시시피주 패스커굴라강 연안에 거주하는 아메리카 원주민 그룹이다.
"패스커굴라"라는 이름은 빵사람들(bread people)을 의미하는 모빌리언 자곤이다. "패스커굴라"라는 이름을 사용하는 촉토족 원주민들은 빵의 나라(bread nation)라는 단어에서 이름을 가져온 것이다.